# Женска фудбалска репрезентација Порторика
Женска фудбалска репрезентација Порторика (шп. Selección femenina de fútbol de Puerto Rico), је женски фудбалски тим који представља Порторико на међународним такмичењима и такмичи се у Конфедерацији фудбалског савеза Северне, Централне Америке и Кариба (Конкакаф). Под управом је Порториканског фудбалског савеза (ФПФ) (Federación Puertorriqueña de Fútbol).

## Историја
Дана 30. августа 2018. године, у утакмици код куће против Аргентине, играчи су организовали протест против Порториканског фудбалског савеза због наводног недостатка подршке и финансијске транспарентности.[3][4]

### Надимак
Женска фудбалска репрезентација Порторика позната је или добила надимак „Las Boricuas“ (Порториканке).

### Кућни стадион
Женска репрезентација Порторика своје домаће утакмице игра на различитим стадионима, нема фиксни стадион.

## Достигнућа

### Светско првенство у фудбалу за жене
| Светско првенство у фудбалу за жене резултати | Светско првенство у фудбалу за жене резултати | Светско првенство у фудбалу за жене резултати | Светско првенство у фудбалу за жене резултати | Светско првенство у фудбалу за жене резултати | Светско првенство у фудбалу за жене резултати | Светско првенство у фудбалу за жене резултати | Светско првенство у фудбалу за жене резултати | Светско првенство у фудбалу за жене резултати |
| Година                                        | Резултат                                      | Ута                                           | Поб                                           | Нер*                                          | Изг                                           | ГД                                            | ГП                                            |                                               |
| --------------------------------------------- | --------------------------------------------- | --------------------------------------------- | --------------------------------------------- | --------------------------------------------- | --------------------------------------------- | --------------------------------------------- | --------------------------------------------- | --------------------------------------------- |
| 1991                                          | Нису учествовале                              | Нису учествовале                              | Нису учествовале                              | Нису учествовале                              | Нису учествовале                              | Нису учествовале                              | Нису учествовале                              |                                               |
| 1995                                          | Нису учествовале                              | Нису учествовале                              | Нису учествовале                              | Нису учествовале                              | Нису учествовале                              | Нису учествовале                              | Нису учествовале                              |                                               |
| 1999                                          | Нису учествовале                              | Нису учествовале                              | Нису учествовале                              | Нису учествовале                              | Нису учествовале                              | Нису учествовале                              | Нису учествовале                              |                                               |
| 2003                                          | Нису се квалификовале                         | Нису се квалификовале                         | Нису се квалификовале                         | Нису се квалификовале                         | Нису се квалификовале                         | Нису се квалификовале                         | Нису се квалификовале                         |                                               |
| 2007                                          | Нису учествовалеr                             | Нису учествовалеr                             | Нису учествовалеr                             | Нису учествовалеr                             | Нису учествовалеr                             | Нису учествовалеr                             | Нису учествовалеr                             |                                               |
| 2011                                          | Нису се квалификовале                         | Нису се квалификовале                         | Нису се квалификовале                         | Нису се квалификовале                         | Нису се квалификовале                         | Нису се квалификовале                         | Нису се квалификовале                         |                                               |
| 2015                                          | Нису се квалификовале                         | Нису се квалификовале                         | Нису се квалификовале                         | Нису се квалификовале                         | Нису се квалификовале                         | Нису се квалификовале                         | Нису се квалификовале                         |                                               |
| 2019                                          | Нису се квалификовале                         | Нису се квалификовале                         | Нису се квалификовале                         | Нису се квалификовале                         | Нису се квалификовале                         | Нису се квалификовале                         | Нису се квалификовале                         |                                               |
| 2023                                          | У току                                        | У току                                        | У току                                        | У току                                        | У току                                        | У току                                        | У току                                        |                                               |
| Укупно                                        | —                                             | –                                             | –                                             | –                                             | –                                             | –                                             | –                                             |                                               |

*Означава нерешене утакмице укључујући нокаут мечеве одлучене извођењем једанаестераца.

### Олимпијске игре
| Олимпијске игре резултати | Олимпијске игре резултати | Олимпијске игре резултати | Олимпијске игре резултати | Олимпијске игре резултати | Олимпијске игре резултати | Олимпијске игре резултати | Олимпијске игре резултати | Олимпијске игре резултати |                  | Квалификациони резултати | Квалификациони резултати | Квалификациони резултати | Квалификациони резултати | Квалификациони резултати | Квалификациони резултати |        |
| Година                    | Коло                      | Позиција                  | Ута                       | Поб                       | Нер*                      | Изг                       | ГД                        | ГП                        | Ута              | Поб                      | Нер*                     | Изг                      | ГД                       | ГП                       |                          |        |
| ------------------------- | ------------------------- | ------------------------- | ------------------------- | ------------------------- | ------------------------- | ------------------------- | ------------------------- | ------------------------- | ---------------- | ------------------------ | ------------------------ | ------------------------ | ------------------------ | ------------------------ | ------------------------ | ------ |
| 1996                      | Нису учествовале          | Нису учествовале          | Нису учествовале          | Нису учествовале          | Нису учествовале          | Нису учествовале          | Нису учествовале          | Нису учествовале          | ФИФА СП 1995.    | ФИФА СП 1995.            | ФИФА СП 1995.            | ФИФА СП 1995.            | ФИФА СП 1995.            | ФИФА СП 1995.            |                          |        |
| 2000                      | Нису учествовале          | Нису учествовале          | Нису учествовале          | Нису учествовале          | Нису учествовале          | Нису учествовале          | Нису учествовале          | Нису учествовале          | ФИФА СП 1999.    | ФИФА СП 1999.            | ФИФА СП 1999.            | ФИФА СП 1999.            | ФИФА СП 1999.            | ФИФА СП 1999.            |                          |        |
| 2004                      | Нису учествовале          | Нису учествовале          | Нису учествовале          | Нису учествовале          | Нису учествовале          | Нису учествовале          | Нису учествовале          | Нису учествовале          | Нису учествовале | Нису учествовале         | Нису учествовале         | Нису учествовале         | Нису учествовале         | Нису учествовале         |                          |        |
| 2008                      | Нису се квалификовале     | Нису се квалификовале     | Нису се квалификовале     | Нису се квалификовале     | Нису се квалификовале     | Нису се квалификовале     | Нису се квалификовале     | Нису се квалификовале     | 4                | 3                        | 0                        | 1                        | 7                        | 2                        |                          |        |
| 2012                      | Нису учествовале          | Нису учествовале          | Нису учествовале          | Нису учествовале          | Нису учествовале          | Нису учествовале          | Нису учествовале          | Нису учествовале          | Did not enter    | Did not enter            | Did not enter            | Did not enter            | Did not enter            | Did not enter            |                          |        |
| 2016                      | Нису се квалификовале     | Нису се квалификовале     | Нису се квалификовале     | Нису се квалификовале     | Нису се квалификовале     | Нису се квалификовале     | Нису се квалификовале     | Нису се квалификовале     | 8                | 4                        | 0                        | 4                        | 25                       | 28                       |                          |        |
| 2020                      | Нису се квалификовале     | Нису се квалификовале     | Нису се квалификовале     | Нису се квалификовале     | Нису се квалификовале     | Нису се квалификовале     | Нису се квалификовале     | Нису се квалификовале     | 2                | 1                        | 0                        | 1                        | 7                        | 3                        |                          |        |
| 2024                      | У току                    | У току                    | У току                    | У току                    | У току                    | У току                    | У току                    | У току                    | У току           | У току                   | У току                   | У току                   | У току                   | У току                   | У току                   | У току |
| Укупно                    | —                         | –                         | –                         | –                         | –                         | –                         | –                         | 14                        | 8                | 0                        | 6                        | 39                       | 33                       |                          |                          |        |

*Означава нерешене утакмице укључујући нокаут мечеве одлучене извођењем једанаестераца.

### Конкакафов шампионат у фудбалу за жене
| Конкакафов шампионат у фудбалу за жене резултати | Конкакафов шампионат у фудбалу за жене резултати | Конкакафов шампионат у фудбалу за жене резултати | Конкакафов шампионат у фудбалу за жене резултати | Конкакафов шампионат у фудбалу за жене резултати | Конкакафов шампионат у фудбалу за жене резултати | Конкакафов шампионат у фудбалу за жене резултати | Конкакафов шампионат у фудбалу за жене резултати |                  | Квалификациони резултати | Квалификациони резултати | Квалификациони резултати | Квалификациони резултати | Квалификациони резултати | Квалификациони резултати |    |
| Година                                           | Коло                                             | Поз                                              | Ута                                              | Поб                                              | Нер*                                             | Изг                                              | ГД                                               | ГП               | Ута                      | Поб                      | Нер*                     | Изг                      | ГД                       | ГП                       | ГР |
| 1991                                             | Нису учествовале                                 | Нису учествовале                                 | Нису учествовале                                 | Нису учествовале                                 | Нису учествовале                                 | Нису учествовале                                 | Нису учествовале                                 | Нису учествовале | Нису учествовале         | Нису учествовале         | Нису учествовале         | Нису учествовале         | Нису учествовале         |                          |    |
| 1993                                             | Нису учествовале                                 | Нису учествовале                                 | Нису учествовале                                 | Нису учествовале                                 | Нису учествовале                                 | Нису учествовале                                 | Нису учествовале                                 | Нису учествовале | Нису учествовале         | Нису учествовале         | Нису учествовале         | Нису учествовале         | Нису учествовале         |                          |    |
| 1994                                             | Нису учествовале                                 | Нису учествовале                                 | Нису учествовале                                 | Нису учествовале                                 | Нису учествовале                                 | Нису учествовале                                 | Нису учествовале                                 | Нису учествовале | Нису учествовале         | Нису учествовале         | Нису учествовале         | Нису учествовале         | Нису учествовале         |                          |    |
| 1998                                             | Групна фаза                                      | 3                                                | 0                                                | 0                                                | 3                                                | 0                                                | 38                                               | Непознато        | Непознато                | Непознато                | Непознато                | Непознато                | Непознато                |                          |    |
| 2000                                             | Нису учествовале                                 | Нису учествовале                                 | Нису учествовале                                 | Нису учествовале                                 | Нису учествовале                                 | Нису учествовале                                 | Нису учествовале                                 | Нису учествовале | Нису учествовале         | Нису учествовале         | Нису учествовале         | Нису учествовале         | Нису учествовале         |                          |    |
| 2002                                             | Нису се квалификовале                            | Нису се квалификовале                            | Нису се квалификовале                            | Нису се квалификовале                            | Нису се квалификовале                            | Нису се квалификовале                            | Нису се квалификовале                            | 2                | 0                        | 0                        | 2                        | 0                        | 11                       |                          |    |
| 2006                                             | Нису учествовале                                 | Нису учествовале                                 | Нису учествовале                                 | Нису учествовале                                 | Нису учествовале                                 | Нису учествовале                                 | Нису учествовале                                 | Нису учествовале | Нису учествовале         | Нису учествовале         | Нису учествовале         | Нису учествовале         | Нису учествовале         |                          |    |
| 2010                                             | Нису се квалификовале                            | Нису се квалификовале                            | Нису се квалификовале                            | Нису се квалификовале                            | Нису се квалификовале                            | Нису се квалификовале                            | Нису се квалификовале                            | 5                | 3                        | 0                        | 2                        | 24                       | 6                        |                          |    |
| 2014                                             | Нису се квалификовале                            | Нису се квалификовале                            | Нису се квалификовале                            | Нису се квалификовале                            | Нису се квалификовале                            | Нису се квалификовале                            | Нису се квалификовале                            | Куп Кариба 2014  | Куп Кариба 2014          | Куп Кариба 2014          | Куп Кариба 2014          | Куп Кариба 2014          | Куп Кариба 2014          |                          |    |
| 2018                                             | Нису се квалификовале                            | Нису се квалификовале                            | Нису се квалификовале                            | Нису се квалификовале                            | Нису се квалификовале                            | Нису се квалификовале                            | Нису се квалификовале                            | 4                | 2                        | 2                        | 0                        | 17                       | 2                        |                          |    |
| 2022                                             | У току                                           | У току                                           | У току                                           | У току                                           | У току                                           | У току                                           | У току                                           | У току           | У току                   | У току                   | У току                   | У току                   | У току                   |                          |    |
| Укупно                                           | групна фаза                                      | 3                                                | 0                                                | 0                                                | 3                                                | 0                                                | 38                                               |                  | 11                       | 5                        | 2                        | 4                        | 41                       | 19                       |    |

*Означава нерешене утакмице укључујући нокаут мечеве одлучене извођењем једанаестераца.

### Панамеричке игре
| Панамеричке игре резултати | Панамеричке игре резултати | Панамеричке игре резултати | Панамеричке игре резултати | Панамеричке игре резултати | Панамеричке игре резултати | Панамеричке игре резултати | Панамеричке игре резултати |
| Година                     | Рез                        | Ута                        | Поб                        | Нер*                       | Изг                        | ГД                         | ГП                         |
| -------------------------- | -------------------------- | -------------------------- | -------------------------- | -------------------------- | -------------------------- | -------------------------- | -------------------------- |
| 1999                       | Нису учествовале           | Нису учествовале           | Нису учествовале           | Нису учествовале           | Нису учествовале           | Нису учествовале           | Нису учествовале           |
| 2003                       | Нису учествовале           | Нису учествовале           | Нису учествовале           | Нису учествовале           | Нису учествовале           | Нису учествовале           | Нису учествовале           |
| 2007                       | Нису учествовале           | Нису учествовале           | Нису учествовале           | Нису учествовале           | Нису учествовале           | Нису учествовале           | Нису учествовале           |
| 2011                       | Нису се квалификовале      | Нису се квалификовале      | Нису се квалификовале      | Нису се квалификовале      | Нису се квалификовале      | Нису се квалификовале      | Нису се квалификовале      |
| 2015                       | Нису се квалификовале      | Нису се квалификовале      | Нису се квалификовале      | Нису се квалификовале      | Нису се квалификовале      | Нису се квалификовале      | Нису се квалификовале      |
| 2019                       | Нису се квалификовале      | Нису се квалификовале      | Нису се квалификовале      | Нису се квалификовале      | Нису се квалификовале      | Нису се квалификовале      | Нису се квалификовале      |
| Укупно                     | —                          | –                          | –                          | –                          | –                          | –                          | –                          |

*Означава нерешене утакмице укључујући нокаут мечеве одлучене извођењем једанаестераца.